# HappyCow
HappyCow é um serviço online que lista fontes de comida vegan, vegetariana e saudável. O acesso é gratuito para os utilizadores, que também podem fornecer conteúdos. A partir das listas e críticas originais de restaurantes, HappyCow expandiu-se para incluir informação sobre receitas, viagens, saúde, e outros tópicos.

## Contexto e conteúdo
HappyCow foi fundada em 1999 para criar um guia mundial de restaurantes vegetarianos e vegan. Desde então, esse objetivo tem sido refinado para ajudar, "pessoas em todo o lado a encontrar comida vegan, vegetariana, e saudável". O acesso dos utilizadores é gratuito para encorajar o fornecimento coletivo de conteúdos. O número de registos aumentou para mais de 50.000 empresas em mais de 175 países em todo o mundo. As análises destes registos totalizam mais de 150.000. Os restaurantes continuam a ser o principal grupo de registos e são classificados como vegan, vegetarianos, ou adequados para vegetarianos ("vegan-friendly"). A definição inicial de "vegan-friendly" baseava-se numa ementa com, no mínimo, 60% de opções vegetarianas.  Desde então, isto foi modificado num conjunto mais flexível de diretrizes baseadas na disponibilidade de comida vegan na área. A orientação do HappyCow, em geral, tem vindo a ser cada vez mais pró-vegan.
Outros registos incluem ainda lojas de produtos alimentares saudáveis, bares de sumos, alojamento "vegan-friendly", grupos sociais e de atividades, operações de catering e outras entidades com consideração pela compaixão animal. Está disponível a subscrição de um boletim informativo gratuito. O website tem secções bem estabelecidas de fóruns e blogues que permitem aos utilizadores publicar material relevante.
O canal de YouTube da HappyCow foi criado em 2012. As reportagens abrangeram inúmeros eventos vegan e vegetarianos em todo o mundo, tendo incluído também entrevistas.

## Financiamento
Os rendimentos são utilizados no funcionamento da operação. As primeiras fontes de financiamento do site foram a publicidade, o patrocínio de negócios e as contribuições de utilizadores. A tendência mundial para a computação móvel permitiu um fluxo de receitas de vendas de aplicações IOS e Android. Em 2014, o livro de receitas "The HappyCow Cookbook: Recipes from Top-Rated Vegan Restaurants around the World" foi publicado para venda.

## Distinções e prémios
- Vencedor de onze VegNews' Veggieawards consecutivos como "Site Favorito" (mais recentemente em 2017)[7]
- Os 50 melhores blogs vegetarianos de 2012, premiados pelo Instituto para a Psicologia da Alimentação[8]
- Os 100 melhores sites de alimentação vegetariana, premiados por web100.com[9]